# Musée des Techniques de Spire
Le musée des Techniques de Spire (Technik-Museum Speyer) est un musée allemand ouvert en 1991, plutôt orienté vers les transports : des trains à vapeur au Boeing 747, au Tupolev en passant par les Vespa, les voitures et les sous-marins. Il se trouve dans les environs du centre de la ville de Spire (Speyer), près de l'aérodrome de Spire/Ludwigshafen.

## Histoire du site
Le bâtiment principal du musée, la Liller Halle, inscrit aux monuments historiques, avait été assemblé en 1913 dans le Nord de la France à Lesquin, près de Lille, pour la société Thomson-Houston. Au début de la Première Guerre mondiale, elle a été entièrement démontée par les forces d'occupation impériales allemandes et remontée pièce par pièce à Spire en 1915, afin de servir d'usine à la société Pfalz Flugzeugwerke.
En 1919, l'armée d'occupation française en Rhénanie a confisqué ces usines pour en faire un entrepôt de véhicules militaires, actif jusqu'en 1926. Les derniers contingents français ont quitté la ville en 1930. De 1937 à 1945, les terrains ont servi de garage et d’atelier de reconversion pour les avions des usines Flugwerke Saarpfalz.
Au terme de la Seconde Guerre mondiale, les usines se trouvaient de nouveau en zone d'occupation française de 1945 à 1984 ; elles servirent de caserne tout en se trouvant peu à peu démantelées. Enfin le 30 décembre 1986, l'armée française quittait définitivement le « Quartier Martin ».

## Collection

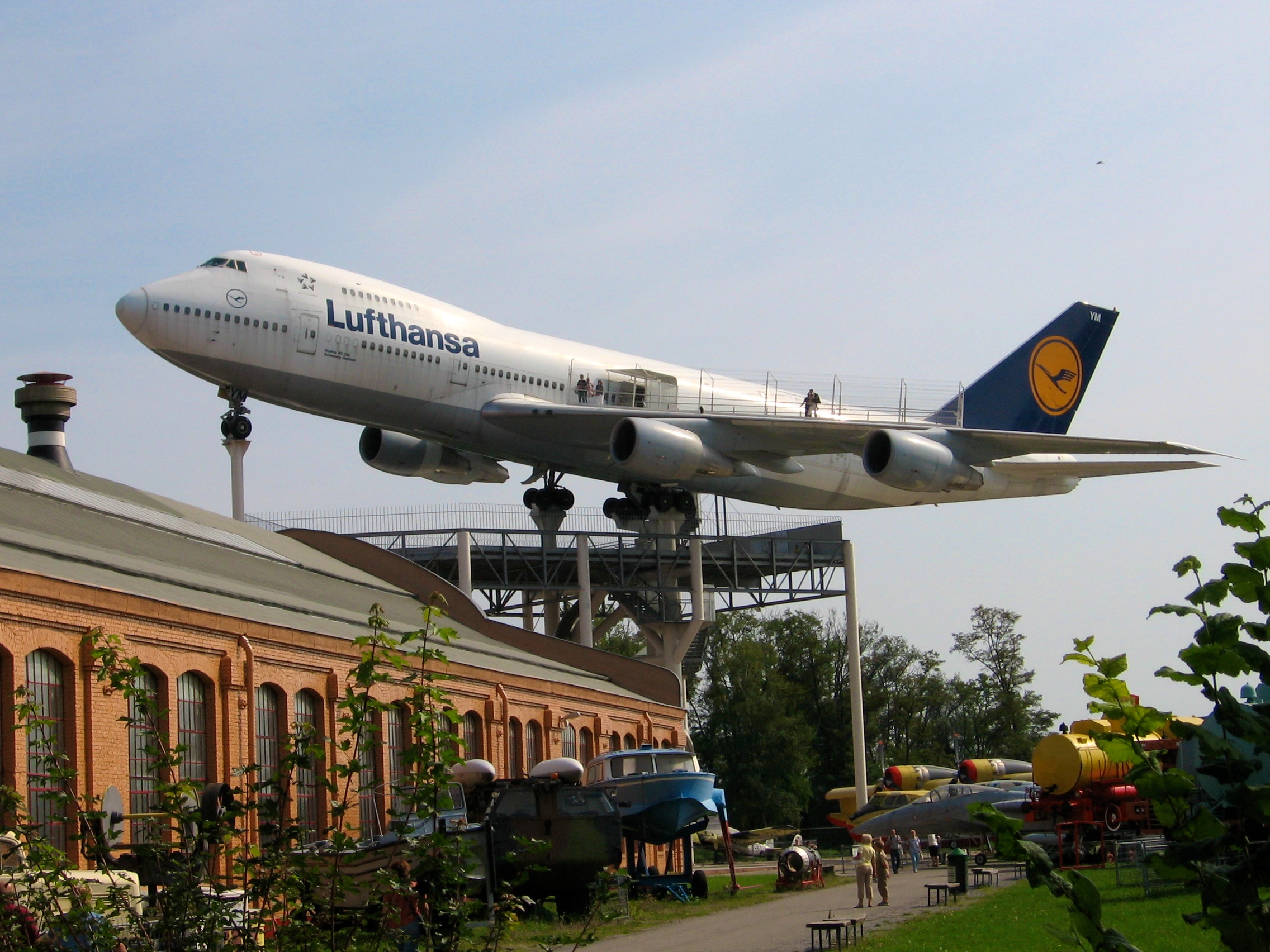
Boeing 747.

- Boeing 747
- Navette spatiale Bourane OK-GLI
- Dassault Mercure 100
- Antonov An-22

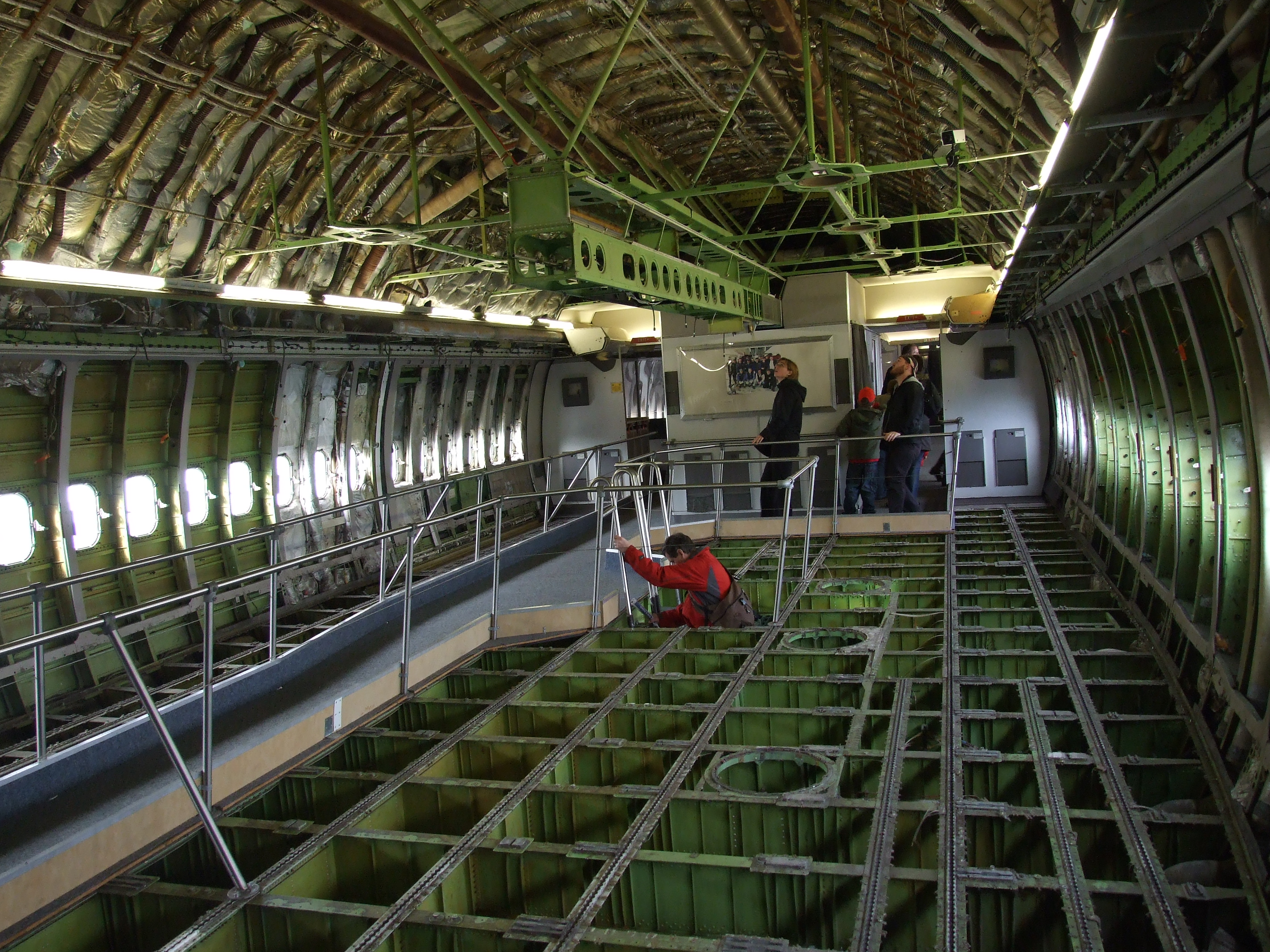
Boeing 747, vue de l'intérieur.
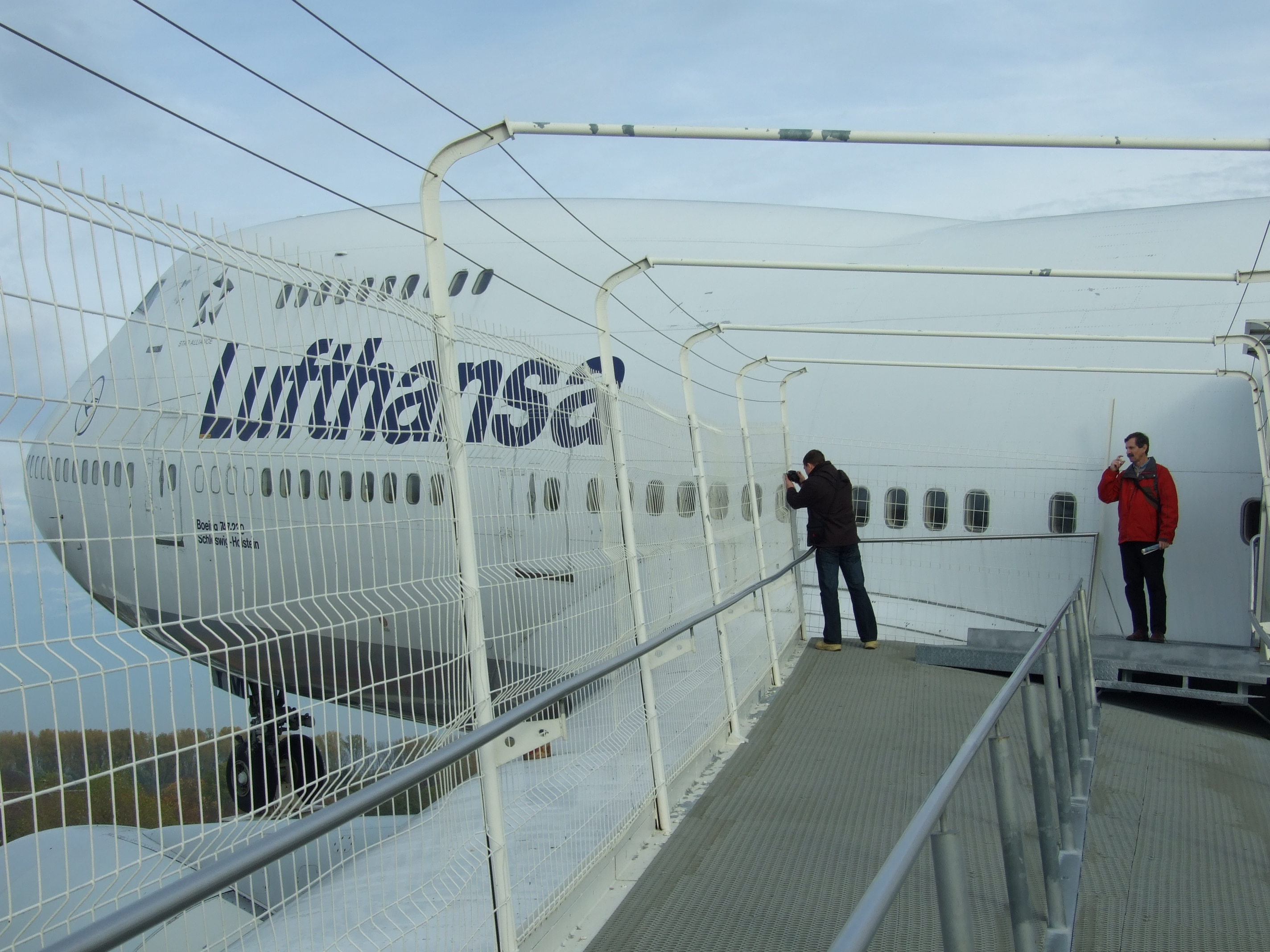
Boeing 747-230.
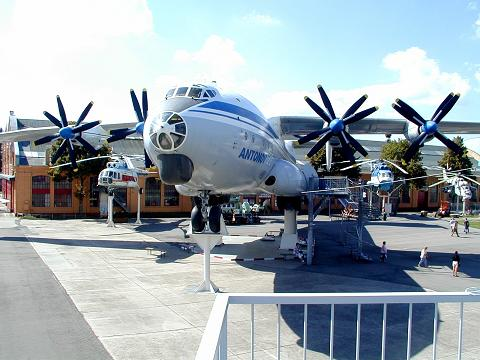
Antonov An-22.
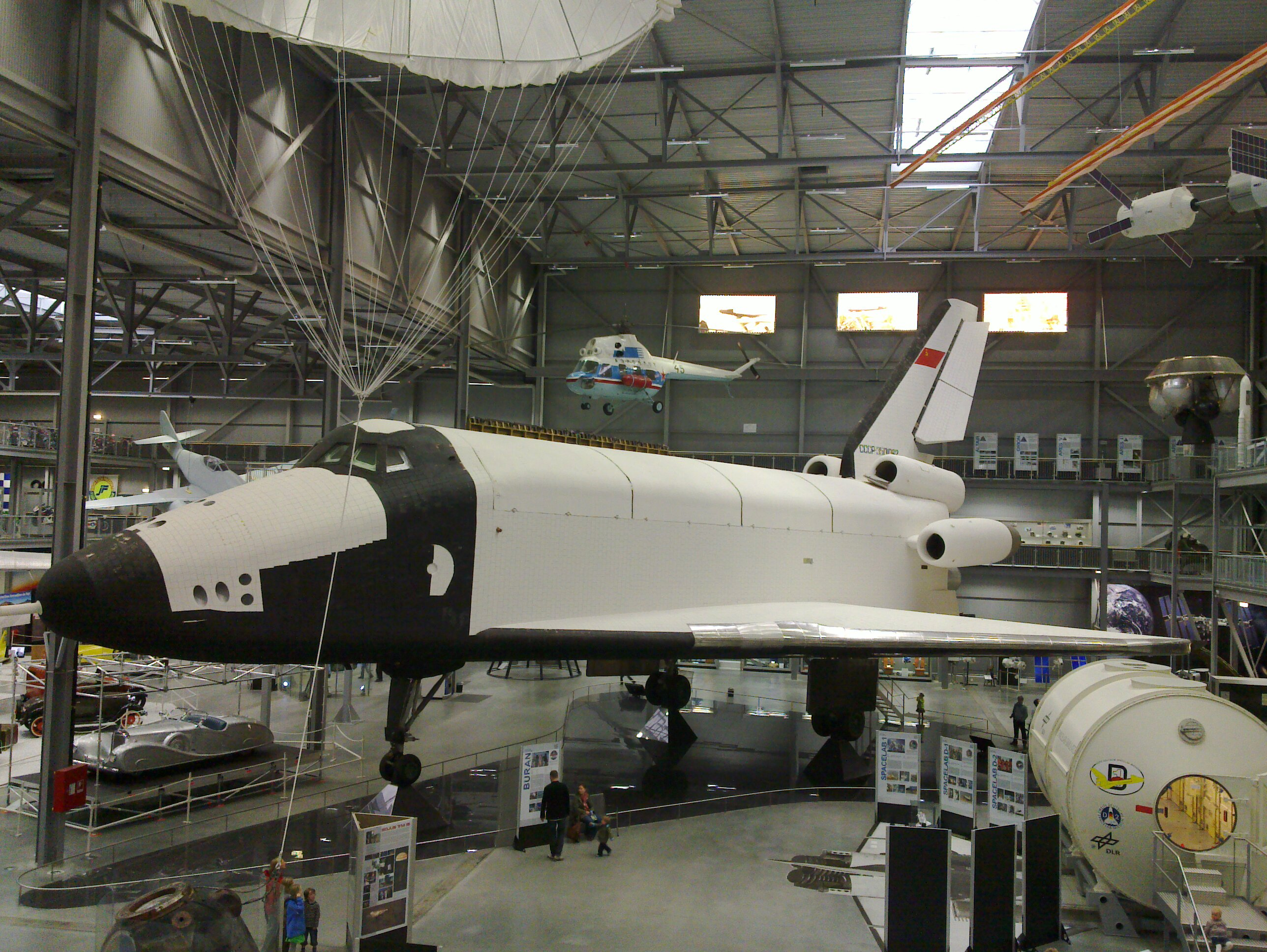
Bourane OK-GLI.

- Sous-marin
- Locomotives
- Motos
- Automobiles

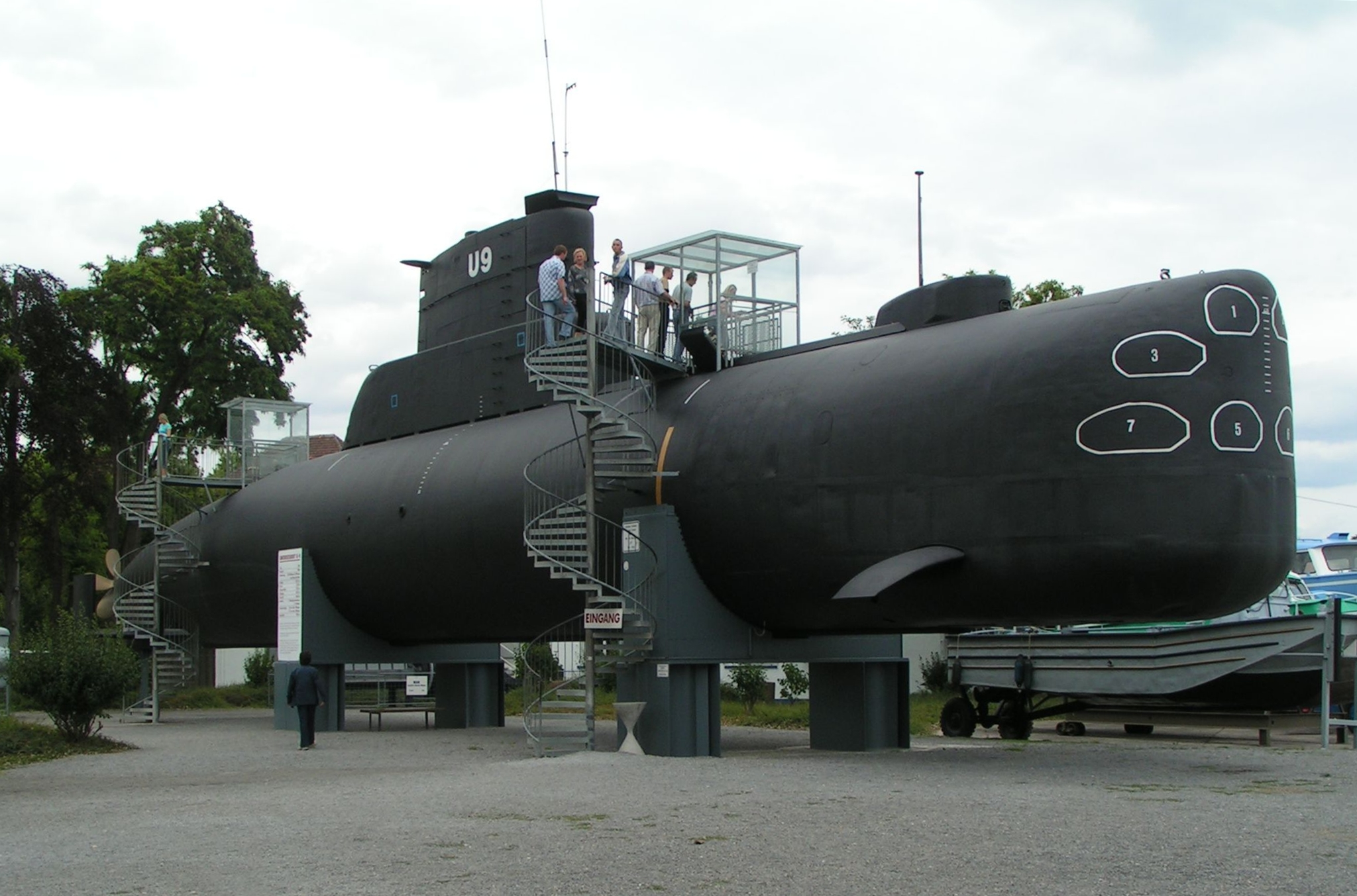
U-9 de la marine allemande.
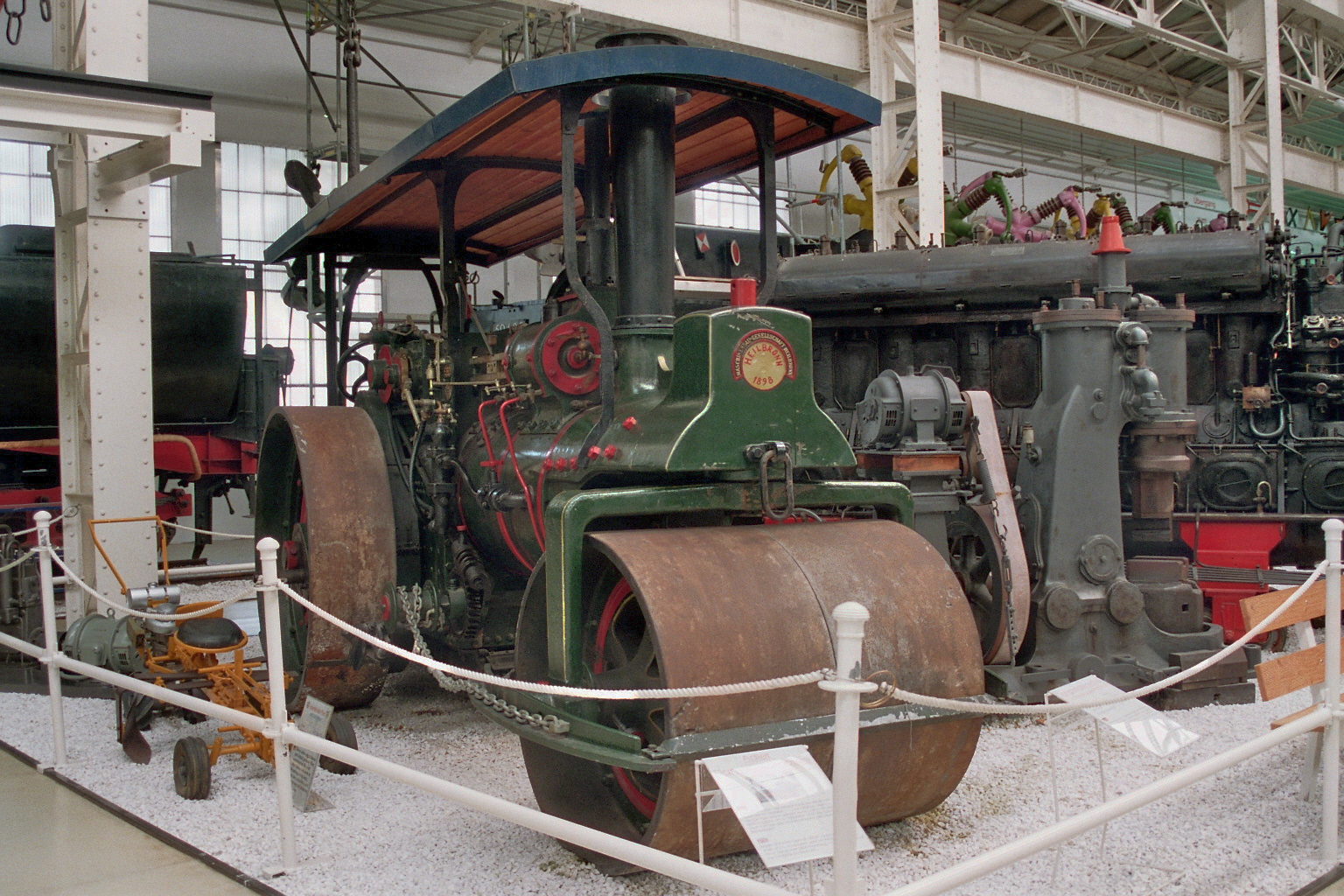
Rouleau compresseur.
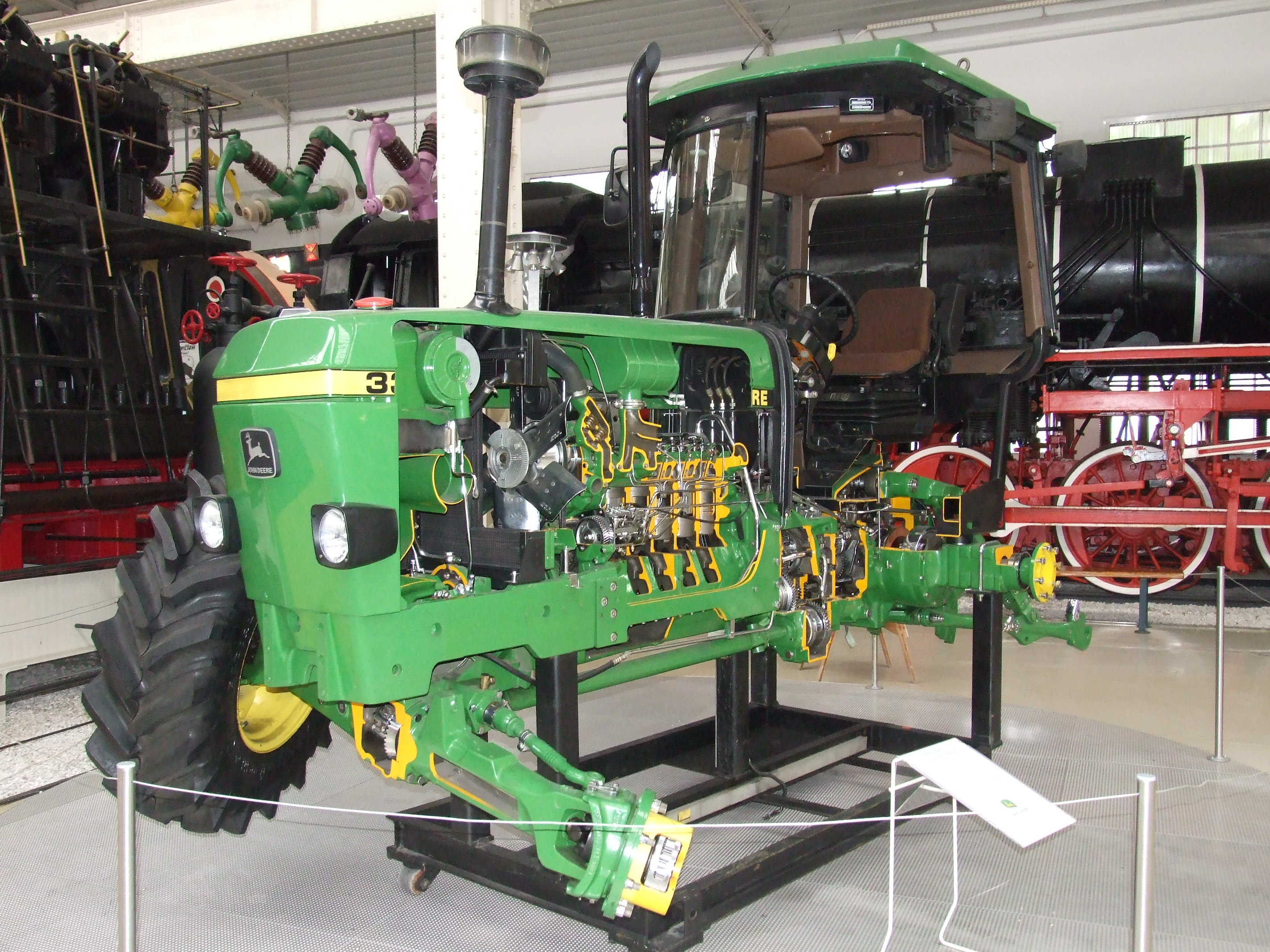
Tracteur John Deere 3350.